# Chilochromopsis sceletogramma
Chilochromopsis sceletogramma är en fjärilsart som beskrevs av Dyar 1925. Chilochromopsis sceletogramma ingår i släktet Chilochromopsis och familjen Crambidae. Inga underarter finns listade i Catalogue of Life.